# Albion Rrahmani
Albion Rrahmani (Podujevo, 31 de agosto de 2000) es un futbolista kosovar que juega en la demarcación de delantero para el A. C. Sparta Praga de la Liga de Fútbol de la República Checa.

## Selección nacional
Hizo su debut con la selección de fútbol de Kosovo el 12 de septiembre de 2023 en un partido de clasificación para la Eurocopa 2024 contra Rumania que finalizó con un resultado de 2-0 a favor del combinado rumano tras los goles de Nicolae Stanciu y Valentin Mihăilă.

## Clubes
| Club                | País            | Año       | Partidos | Goles |
| ------------------- | --------------- | --------- | -------- | ----- |
| KF Minatori         | Kosovo          | 2019      |          | 16    |
| KF Bashkimi Koretin | Kosovo          | 2020      | 2        | 4     |
| KF Malisheva        | Kosovo          | 2020-2021 |          | 17    |
| F. C. Ballkani      | Kosovo          | 2021-2023 | 73       | 36    |
| Rapid de Bucarest   | Rumania         | 2023-2024 | 29       | 18    |
| A. C. Sparta Praga  | República Checa | 2024-     | 34       | 10    |

## Palmarés

### Títulos nacionales
| Título              | Club           | País   | Año  |
| ------------------- | -------------- | ------ | ---- |
| Superliga de Kosovo | F. C. Ballkani | Kosovo | 2022 |
| Supercopa de Kosovo | F. C. Ballkani | Kosovo | 2022 |
| Superliga de Kosovo | F. C. Ballkani | Kosovo | 2023 |